# Зотько Іван В'ячеславович
Іва́н В'ячесла́вович Зотько́ (нар. 9 липня 1996, Чуднів, Україна) — український футболіст, центральний захисник. Виступав за юнацькі (U-18, U-19 і U-20) та молодіжну збірні України.

## Клубна кар'єра

### Ранні роки
Футболом почав займатися в 9 років у ДЮСШ міста Чуднів, з якою одного разу був на турнірі в Бахчисараї, де його помітили селекціонери «Металіста», завдяки чому Зотько в результаті продовжив навчання в Академії харківського клубу. З 2009 по 2012 рік провів 47 матчів і забив 7 голів у чемпіонаті ДЮФЛ.

### «Металіст»
1 серпня 2012 року дебютував за юніорську (U-19) команду «Металіста» в домашній грі проти запорізького «Металурга», а за молодіжну (U-21) команду вперше зіграв 1 вересня того ж року у виїзному поєдинку проти луцької «Волині». У складі команди U-19 ставав переможцем чемпіонату України серед юнацьких команд сезону 2013/14, провівши 20 зустрічей і забив 8 м'ячів.
8 квітня 2015 року дебютував за основну команду «Металіста» у виїзному кубковому матчі проти донецького «Шахтаря», вийшовши у стартовому складі і провівши на полі всю зустріч. Наприкінці травня того ж року, через закінчення контракту і відсутність конкретики про продовження співпраці з харківським клубом, фактично став вільним агентом, в статусі якого перебував 3 місяці, встигнувши за цей час побувати на перегляді в білоруському «Мінську», проте в підсумку повернувся в «Металіст», з яким в кінці серпня підписав новий контракт строком на 1 рік.
6 грудня 2015 року вперше зіграв у Прем'єр-лізі, вийшовши на заміну замість Артема Бєсєдіна на 72-й хвилині домашнього поєдинку проти одеського «Чорноморця». 7 травня 2016 року забив перший гол за харків'ян, несподівано для голкіпера суперника Євгена Боровика пробивши зі штрафного удару приблизно в 30-ти метрах від воріт на 91-й хвилині виїзного матчу знову проти одеського «Чорноморця», чим приніс своїй команді перемогу з рахунком 1:0. Всього до кінця сезону зіграв у 8 матчах і забив один гол, після чого влітку 2016 року харківський клуб не отримав атестат на участь у наступному сезоні і припинив існування, а всі гравці отримали статус вільного агента.

### «Валенсія»
8 липня 2016 року підписав контракт з іспанською «Валенсією» і почав виступати за другу команду «кажанів» «Валенсія Месталья».

## Кар'єра в збірній
2014 року провів 9 зустрічей і забив 2 голи за юнацьку збірну України до 18 років.
З літа 2014 року виступав за юнацьку збірну України до 19 років, у складі якої взяв участь у фінальному турнірі чемпіонату Європи 2015 року, однак на поле не виходив.

## Досягнення
- Чемпіон Вірменії (1):

«Урарту»: 2022-23
- Володар Кубка Вірменії (1):

«Урарту»: 2022-23